# Kathleen Blanco
Kathleen Babineaux Blanco, född 15 december 1942 i New Iberia i Louisiana, död 18 augusti 2019 i Lafayette i Louisiana, var en amerikansk demokratisk politiker som var guvernör i Louisiana 2004–2008. Hon var den första kvinnliga guvernören i delstatens historia.
Blanco föddes i New Iberia som dotter till Louis och Lucille Babineaux. Hon gick i en katolsk flickskola, och studerade därefter vid University of Southwestern Louisiana. 1964 gifte hon sig med Raymond Blanco. Paret fick fyra döttrar och två söner.
Blanco var viceguvernör i Louisiana 1996–2004. I 2003 års guvernörsval besegrade hon sedan republikanen Bobby Jindal, och den 12 januari 2004 avlade hon sin ämbetsed både på engelska och på franska. Hon träffade Fidel Castro i december 2004, och blev känd i hela USA eftersom hon var sittande guvernör när orkanen Katrina drabbade delstaten.
I juni 2011 fick hon diagnosen cancer och hon dog åtta år senare den 18 augusti 2019.